# Emilie Knotková
Emilie Knotková (rozená Sedláková,1. října 1908 Polná – po 1989?) byla česká politička, členka KSČ a feministka, v letech 1954 až 1964 předsedkyně Městského národního výboru (MěNV) v Liberci. Stala se tak jednou z prvních vykonavatelek nejvýše postavené městské funkce v historii Československa.

## Život

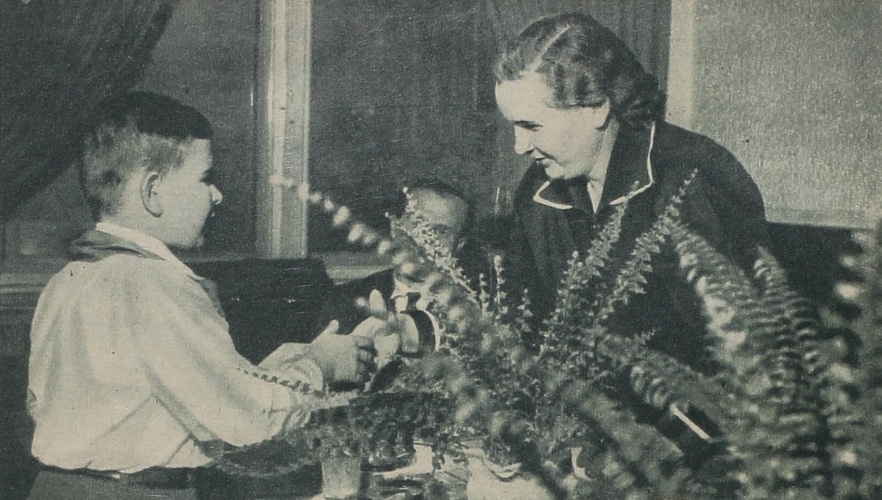
Emilie Knotková v prosinci 1952 (časopis Vlasta, 1954)

Narodila se v Polné na Českomoravské vysočině. Pocházela z dělnické rodiny, otec byl krejčím, matka dělnicí v obuvnické továrně. Oba byli členy sociální demokracie a roku 1921 vstoupily do Komunistické strany Československa (KSČ). Sama Emilie Sedláková se stala členkou KSČ roku 1926.
Roku 1949 je uváděna jako výživová referentka a poslankyně Krajského národního výboru Severočeského kraje se sídlem v Liberci. Roku 1954 byla ve volbě členů výboru zvolena jeho předsedkyní a tím také oficiální představitelkou města. Roku 1954 se zúčastnila X. sjezdu KSČ jako kandidátka Ústředního výboru KSČ. Vedoucí funkci předsedkyně MěstNv zastávala do roku 1964. Za své dlouholeté působení v čele MNV Liberec byl Knotkové 30. dubna 1964, tedy v předvečer svátku 1. Máje, udělen prezidentem republiky Antonínem Novotným Řád práce (č. 2127). Působila rovněž v Československém výboru žen.
V květnu 1989 jí byl propůjčen Řád Vítězného února.